# Peter von der Pahlen
Grof Peter von der Pahlen (rusko Пётр Петро́вич Па́лен), ruski general baltsko-nemškega rodu, * 1778, † 1864.
Bil je eden izmed pomembnejših generalov, ki so se borili med Napoleonovo invazijo na Rusijo; posledično je bil njegov portret dodan v Vojaško galerijo Zimskega dvorca.
Med letoma 1835 in 1842 je bil veleposlanik v Franciji.

## Življenje
Pri 12. letih je vstopil v dvorni konjeniški polk. Leta 1801 je bil že generalmajor in šef Sumijskega huzarskega polka. 
Leta 1815 je bil poveljnik konjeniškega korpusa, s katerim se je udeležil zadnje vojne proti Napoleonu. S 2. pehotnim korpusom se je udeležil rusko-turške vojne leta 1829 in leta 1831 je bil kot poveljnik 1. pehotnega korpusa udeležen v bojiih proti Poljakom.
Leta 1847 je postal generalni inšpektor vse ruske konjenice.
Ob smrti je imel čin generala konjenice in naziv državnega svetnika ter vojaškega svetnika.